# مطار الحبيب بورقيبة الدولي
مطار الحبيب بورقيبة الدولي (إياتا: MIR، إيكاو: DTMB) هو مطار دولي يقع شمال مدينة المنستير إحدى أهم مدن تونس، سمي المطار بهذا الاسم نسبة للرئيس التونسي السابق الحبيب بورقيبة الذي ولد في هذه المدينة، يرجع تاريخ إنشاء المطار إلى عام 1968، وتبلغ مساحته حوالي 199.5 هكتار، يسمح المطار وصول السياح إلى مدينتي سوسة والمنستير والمهدية وإلى المرافق الساحلية المجاورة. تبلغ القدرة الاستيعابية للمطار 3.5 مليون مسافر سنوياً. وقد وصل عدد المسافرين الذين استخدموا المطار في سنة 2018 إلى أكثر من مليون ونصف مسافر.

## التشغيل
ديوان الطيران المدني والمطارات كان هو المشغل لمطار الحبيب بورقيبة، لكن منذ 2008، أصبحت المجموع التركية (TAV Airports Holding) التي أنشأت مطار النفيضة الدولي هي المسؤول عن تشغيل المطار إلى غاية سنة 2047.

## شركات الطيران
| شركات الطيران         | الوجهات                                                                     |
| --------------------- | --------------------------------------------------------------------------- |
| الخطوط التونسية       | باريس، مارسيليا، نيس، ليون، بروكسل، فرانكفورت، دوسلدورف، هامبورغ، برلين     |
| الطيران الجديد تونس   | باريس، نيس، ليون، موسكو، شتوتغارت، ميونخ، دوسلدورف، هانوفر، برلين، كوبنهاغن |
| ترانسافيا فرنسا       | باريس، ليون، نانت                                                           |
| الخطوط الجوية الليبية | طرابلس، مصراتة                                                              |